# Evangelisch-Lutherische Kirche im Hamburgischen Staate
Die Evangelisch-Lutherische Kirche im Hamburgischen Staate war eine Landeskirche im Deutschen Reich und der Bundesrepublik Deutschland. Dabei handelte es sich um die lutherische Landeskirche in der Hansestadt Hamburg.
1948 war sie Gründungsmitglied der Evangelischen Kirche in Deutschland (EKD) und gehörte auch zur Vereinigten Evangelisch-Lutherischen Kirche Deutschlands (VELKD).
Zum 1. Januar 1977 vereinigte sie sich mit der Evangelisch-Lutherischen Kirche in Lübeck, der Evangelisch-Lutherischen Landeskirche Schleswig-Holstein einschließlich deren Landessuperintendentur Ratzeburg (Herzogtum Lauenburg), der Evangelisch-Lutherischen Landeskirche Eutin und dem Kirchenkreis Harburg der Evangelisch-Lutherischen Landeskirche Hannovers zur Nordelbischen Evangelisch-Lutherischen Kirche. Diese ging ihrerseits per 27. Mai 2012 in der Evangelisch-Lutherischen Kirche in Norddeutschland auf.

## Territorium
Bis 1937 waren das Gebiet des Staates und das Kirchengebiet identisch. Die wachsende Stadt Hamburg konnte zunächst nur Orte im hamburgischen Staatsterritorium eingemeinden, das kirchlich aber schon komplett zur Landeskirche gehörte. Die größten Veränderungen brachte das Groß-Hamburg-Gesetz von 1937, durch welches der hamburgische Staat wenige Exklaven abgab und im Gegenzug viele umliegenden Städte und Gemeinden dazuerhielt. Alle Orte im neu umrissenen Staatsgebiet wurden zum 1. April 1938 zur Einheitsgemeinde Stadt Hamburg vereinigt. Kirchlich blieb aber alles beim Alten, so dass Umzüge im Stadtgebiet auch einen Wechsel zwischen den Landeskirchen bedeuten konnten, während die Kirchengemeinden in den abgegebenen Exklaven im benachbarten Land Preußen, nach 1946 dann in Niedersachsen bzw. Schleswig-Holstein, lagen. Die Kirchenfusion von 1977 brachte eine neue Grenzziehung, die das Stadtgebiet von Hamburg mit einigen nördlichen Gemeinden im holsteinischen Kreis Stormarn zum Sprengel Hamburg der neu gebildeten Landeskirche vereinigte.

## Geschichte
Die Evangelisch-lutherische Kirche im Hamburgischen Staate ist untrennbar mit der Geschichte der Hansestadt Hamburg verbunden. Diese führte 1529 die Reformation nach lutherischem Bekenntnis ein, so dass Hamburg über Jahrhunderte eine lutherische Stadt war.
Wie in anderen Städten auch waren seit dem Mittelalter Kirchspiele in Hamburg nicht nur Kirchengemeinden, sondern städtische politische Einheiten. Sie bildeten vier statutorische Körperschaften (die Kirchspiele von St. Petri, St. Nikolai, St. Katharinen und St. Jacobi), in denen diejenigen Personen, die Rechte an egen (eine frühe Form freien Eigentums) ihr Eigen nennen konnten, und die Häupter der Gilden – also nur ein Bruchteil der männlichen Bevölkerung – stimmberechtigt waren.
Die Reformation brachte eine deutliche Begrenzung der Macht des Senats von Hamburg mit sich. Denn zu der Zeit berief jedes Kirchspiel drei Diakone (zwölf insgesamt), die als Kollegium der Oberalten zentralisiert die Erhebung, Verwaltung und Austeilung der Mittel für die Armen übernahm. Die Oberalten von Hamburg verwalten seither alle bis dahin bei den vier Kirchspielen ressortierenden einzelnen Stiftungen und Einkünfte für die Armen und diejenigen Stiftungen, die seither dem unter der Bezeichnung allgemeiner Gotteskasten zentralisierten Fonds hinzugefügt wurden. Am 29. September 1528 vereinbarten die damals vier Kirchspiele und der Senat vertraglich die Zentralisierung der Armengelder beim neuen Kollegium der Oberalten. Zugleich sicherte der Vertrag den Oberalten das Recht zu, in allen Sachen, die Wohlfahrt und Eintracht der Stadt angehen, mit dem Senat gemeinsam zu entscheiden. Die Oberalten bildeten so bis 1860 neben Bürgerschaft und Senat das dritte Verfassungsorgan Hamburgs.
Später als auch die Parochianen des Kirchspiels von St. Michaelis in der Neustadt, das 1647 vom Nicolaikirchspiel unabhängig geworden war, mit den Bewohnern der älteren vier Kirchspiele der Altstadt gleichberechtigt worden waren, entsandten sie ebenfalls drei Vertreter. Zusammen mit den oben genannten vier Kirchen bildet St. Michaelis bis heute das Quintett der Hamburger Hauptkirchen. Ab 1685 gab es also 15 Oberalte, sechzig Kirchspielsvertreter statt 48, und 180 Mitglieder der Bürgerversammlung statt der vorherigen 144. Diese kirchlich-politischen Strukturen bestanden bis ins 19. Jahrhundert, wobei jedes Gremium Nachfolger für Vakanzen aus dem nächstgrößeren rekrutierte. Da die lutherischen Kirchspiele und ihre mit Parochianen besetzten Kollegialorgane Verfassungsorgane Hamburgs bildeten, war es für Nichtlutheraner schlicht unmöglich in diese politischen Gremien zu gelangen.
Die geistlichen Oberhäupter der Landeskirche waren laut Bugenhagens Kirchenordnung von 1529 zunächst Superintendenten, die der Senat berief. 1593 wurden die Superintendentur aufgegeben und die fünf Hauptpastoren an den Hauptkirchen bildeten das Geistliche Ministerium, das kollegial die Staatskirche leitete und aus seiner Mitte einen Senior als primus inter pares wählte.
Ab 1806 war Hamburg ein souveräner Stadtstaat, unterbrochen von der französischen Annexion 1811 bis 1814, danach aber rekonstituiert. Reformen erlaubten sukzessive auch Nichtlutheranern den Erwerb des Bürgerrechts und bis 1849 waren dann Juden, Katholiken und Reformierte Christen zum Bürgerrecht zugelassen. So konnten Nichtlutheraner auch Ämter in der Verwaltung und Sitze in der Bürgerschaft übernehmen, die bisher die Belange der lutherischen Staatskirche verwaltet hatten. Hamburgs neue Verfassung von 1860 begann daher auch, Staat und Kirche zu trennen, indem sie die Bildung kircheneigener Organe vorsah. Die Oberalten verloren ihre Stellung als Verfassungsorgan und wurden ein rein lutherisches Kirchenorgan. Fortan entschieden nur noch die lutherischen Senatoren als Kollegium in Kirchenfragen und nicht mehr notwendigerweise alle Senatoren. Die lutherischen Senatoren bestätigten die Kirchengesetze, die die Synode beschloss, und die Wahlen der diversen Amtsinhaber, Pastoren und Mitglieder der Kirchenleitung, wie den Senior von Hamburg, bis hinab zu Laienmitgliedern der Kirchengemeindeleitungen. 1871 konstituierte sich die lutherische Kirche Hamburgs durch ihre neue Kirchenordnung als Landeskirche mit dem Namen Evangelisch-lutherische Kirche im Hamburgischen Staate.
Die geistliche Leitung verblieb beim Geistlichen Ministerium mit seinem Senior als primus inter pares. Im März 1919 gaben die lutherischen Senatoren den Summepiskopat offiziell auf, kirchliche Amtsträger bedurften keiner regierungsseitigen Bestätigung mehr, die Landeskirche war nicht mehr Staatskirche. Die Landeskirche trug dem Rechnung und änderte und demokratisierte ihre Kirchenordnung 1923. Die Landessynode war nun das höchste legislative Organ, das zugleich den Kirchenrat wählte (Bezeichnung der neuen exekutiven Kirchenleitung), dem der Senior als geborenes Mitglied angehörte. Allerdings wurde der Senior nicht mehr von den Mitgliedern des Geistlichen Ministeriums, sondern von der Synode aus der Mitte der fünf Hauptpastoren gewählt. Das Geistliche Ministerium umfasste inzwischen alle Pastoren der fünf Hauptkirchen, der inzwischen als gleichberechtigt anerkannten ländlichen Kirchengemeinden und der neu gebildeten Vorstadtkirchengemeinden und erhielt in der 1923er Kirchenordnung die Aufgabe eines beratenden und überwachenden Gremiums.
Mit der Einführung des allgemeinen Wahlrechts für alle Frauen und Männer mit Einwohnerstatus in Hamburg im Jahre 1919, nicht nur für die wenigen Tausende Inhaber des hamburgischen Bürgerrechts, erging schon 1919 eine Notverordnung der Kirchenleitung, die auch allgemeines Wahlrecht bei Kirchenwahlen einführte. Die Kirchenordnung von 1923 behielt dies bei.
Die Hexenjagd auf Demokraten nach der Aufhebung der Bürgerrechte der Weimarer Verfassung und der Umbildung der hamburgischen Bürgerschaft gemäß Reichstagswahlergebnis 1933 ermutigten antirepublikanische Synodale, Anhänger der nationalsozialistischen Deutschen Christen, und konservative antiliberale Synodale, Anhänger der Jungreformatorischen Bewegung damals geführt von Bernhard Heinrich Forck, sich zu verbünden und das presbyterial-synodale Kirchenregiment zu nutzen, um es aufzuheben. Synodalpräsident Simon Schöffel berief eine außerordentliche Landessynode ein, wo die Mehrheit der Synodalen von Jungreformatorischer Bewegung und Deutschen Christen Karl Horn, den amtierenden Senior, zum Rücktritt zwang.
Mit ihrer Mehrheit beseitigten jungreformatorische und deutschchristliche Synodale am 29. Mai 1933 auf der Landessynode wesentliche Bestimmungen der presbyterial-synodalen Kirchenordnung und ersetzten die gewählte Kirchenleitung aus Senior und Kirchenrat durch das in Hamburg bislang unbekannte Amt eines Landesbischofs, für das Schöffel antrat und in das er gewählt wurde, und eines Generalsuperintendenten als Stellvertreter, das Theodor Knolle übernahm. Dem Landesbischof gestand das Kirchengesetz völlig unprotestantisch hierarchische Führerkompetenzen über Klerus und Kirchenvolk zu, das Führerprinzip ersetzte das bewährte lutherische Kollegialprinzip. Die neue NS-Führung der Hansestadt nahm Schöffel in den Hamburger Staatsrat auf, ein machtloses beratendes Gremium, das die Bürgerschaft ersetzte.
Schöffel setzte sich für eine erneute Integration der Kirche in den Staat ein. Er trug als Landesbischof den nationalsozialistischen Rassismus in der Politik mit. Der Putsch von 1933 verwandelte die hamburgische Kirche in eine gleichgeschaltete bischöfliche zerstörte Landeskirche, was ihr die institutionelle Wehr und Waffen nahm, sich als Organisation der Domestikation für NS-Zwecke zu widersetzen. Als Hitlers Regime dann kirchenordnungswidrig für alle Landeskirchen vorgezogene Kirchenwahlen für den 23. Juli 1933 anordnete, um deutschchristliche Mehrheiten in Kirchengemeindeleitungen und Synoden herbeizuführen, bildeten Deutsche Christen und die auch in der hamburgischen Landeskirche gebildete neue Kirchenpartei Evangelium und Kirche, hier aber von Hamburgs willfähriger Jungreformatorischer Bewegung dominiert, eine Listenverbindung. Das hamburgische Kirchenvolk konnte daher nicht zwischen diesen Kirchenparteien wählen, sondern fand eine Einheitsliste vor, auf der Deutsche Christen 51 % und Vertreter von Evangelium und Kirche 49 % der Plätze einnahmen. So verkam die Kirchenwahl in Hamburg zur schieren Farce, denn die traditionell fragmentierten Stimmen der bürgerlichen Kirchenwähler konzentrierten sich so auf eine von Deutschen Christen dominierte Liste, die so weit mehr Sitze errangen, als es ihrer Anhängerschaft im Kirchenvolk entsprach.
In der Opposition der hamburgischen Bekennenden Kirche fanden sich später Forck und Knolle wieder, die 1933 selber als konservative Lutheraner den Putsch in ihrer Landeskirche betrieben hatten. Durch seine intrigierende Art und Weise hatte sich Schöffel auch Gegner bei den Deutschen Christen gemacht, die dafür sorgten, dass er am 1. März 1934 als Bischof zurücktreten musste. Knolle trat Anfang März 1934 zurück, weil er die Verschmelzung der hamburgischen Landeskirche mit der Reichskirche ablehnte. Am 5. März folgte ihnen der deutschchristliche Franz Tügel, der die Generalsuperintendentur seinem Bischofsamt zuschlug.
Nach der Kapitulation Hamburgs im Zweiten Weltkrieg am 3. Mai 1945 kam es auch in den Kirchenkreisen wieder zu Veränderungen. Erst auf Drängen der britischen Besatzungsmacht legte Tügel sein Amt nieder. Schöffel, der sich inzwischen als Opfer der Deutschen Christen gerierte und sein Bündnis mit ihnen im Kirchenputsch beschwieg, wurde am 27. Februar 1946 erneut zum Bischof gewählt.
Schöffel lehnte ein Schuldbekenntnis zu den Verbrechen nach 1933 im Herbst 1945 ausdrücklich ab. In einem Gespräch mit Bischof George Kennedy Allen Bell betonte er dagegen, dass „jetzt auch die Deutschen in Konzentrationslagern gehalten würden, darunter oft die edelsten Persönlichkeiten, ohne besondere Anklage, ohne Verhör, ohne Rechtsbeistand, ohne Gerichtsurteil,“ wie es einst von der Gegenseite gemacht worden sei. Er äußerte sich damit ähnlich wie auch schon Tügel.
Schöffel beförderte die zügige Weiterbeschäftigung nationalsozialistisch belasteter Pastoren und suchte diese, im Prozess der Entnazifizierung vor den Alliierten zu schützen. Acht besonders belastete Geistliche wurden „aus Gesundheitsgründen“ in den Ruhestand versetzt und behielten – im Gegensatz zu den liberalen Dissidenten der Landeskirche – alle geistlichen Rechte und wurden sogar noch in die oberste Gehaltsstufe befördert, um die höchstmögliche Pension zu bekommen. Nach nur ein bis zwei Jahren erhielten sie Vertretungsaufgaben und Anfang der fünfziger Jahre auch wieder feste Stellen – die Pensionierungen wurden fast alle rückgängig gemacht. Ausnahme war lediglich der junge radikal deutschchristliche Oberkirchenrat von 1934 bis 1936, Karl Boll (1898–1991), dessen Wiederbeschäftigung man ebenfalls erwogen hatte und der nun bei voller Pension seinen Ruhestand verbringen konnte. Eine Bestrafung der Betroffenen erfolgte ebenso wenig, wie deren Schuldbekenntnis – sie blieben in vielen Fällen sogar uneinsichtig.

### Rechtsordnung
Die Verwaltung der Kirche in Hamburg oblag bis 1919 dem Senat und der Bürgerschaft als Kollegium, bzw. nach 1860 den lutherischen Senatoren im Senat. Ab 1871 bestand der Kirchenrat als Kirchenleitung, darin als Mitglied der Senior, den das Geistliche Ministerium wählte. Ab 1923 erhielt die Kirche eine neue Verfassung, welche die Kirchenordnungen von 1870 und 1896 beziehungsweise die Notverordnung von 1919 ablöste. Die Kirchenleitung bildete fortan der von der Landessynode gewählte Kirchenrat mit dem Senior, der aus der Reihe der Hauptpastoren zu wählen war. Das Geistliche Ministerium hatte nurmehr beratende Funktion. 1933 wurden Seniorat und Kirchenrat beseitigt und das hierarchische Amt eines Landesbischofs eingeführt, dem der Generalsuperintendent stellvertretend zur Seite stand. Die Verwaltungsbehörde der Kirche war ab 1933 die Bischofskanzlei in Hamburg, deren Leiter der Bischof war. 1934 ging alle Kirchengewalt auf den Landesbischof über, dem das neue Landeskirchenamt unterstand.
Während 1946 die Landessynode wieder in ihre Rechte eingesetzt wurde, blieb es bei der unkollegialen Kirchenleitung durch den Landesbischof. 1959 erlangte das Seniorat wieder eine Rolle in der Kirchenleitung, indem der Senior Stellvertreter des Landesbischofs wurde.
Mit der Fusion 1977 ging der Hauptteil der Evangelisch-Lutherischen Kirche im Hamburgischen Staate im neu gebildeten Sprengel Hamburg auf. Der bisherige Landesbischof von Hamburg wurde somit Bischof des neu entstandenen Sprengels Hamburg, der auch den vorher hannoverschen Kirchenkreis Harburg und viele holsteinische Kirchengemeinden im Stadtgebiet umfasste. Auch nach der Fusion wurde die Bischofskanzlei mit anderen Zuständigkeiten weitergeführt. Das Amt des Seniors wurde aufgegeben.

## Superintendenten, Senioren und Landesbischöfe von Hamburg

### Superintendenten
- 1532–1552: Johann Aepinus (Hoeck)
- 1555–1562: Paul von Eitzen
- 1571–1574: Joachim Westphal
- 1574–1576: Cyriacus Simon
- 1580–1593: David Penshorn

### Senioren

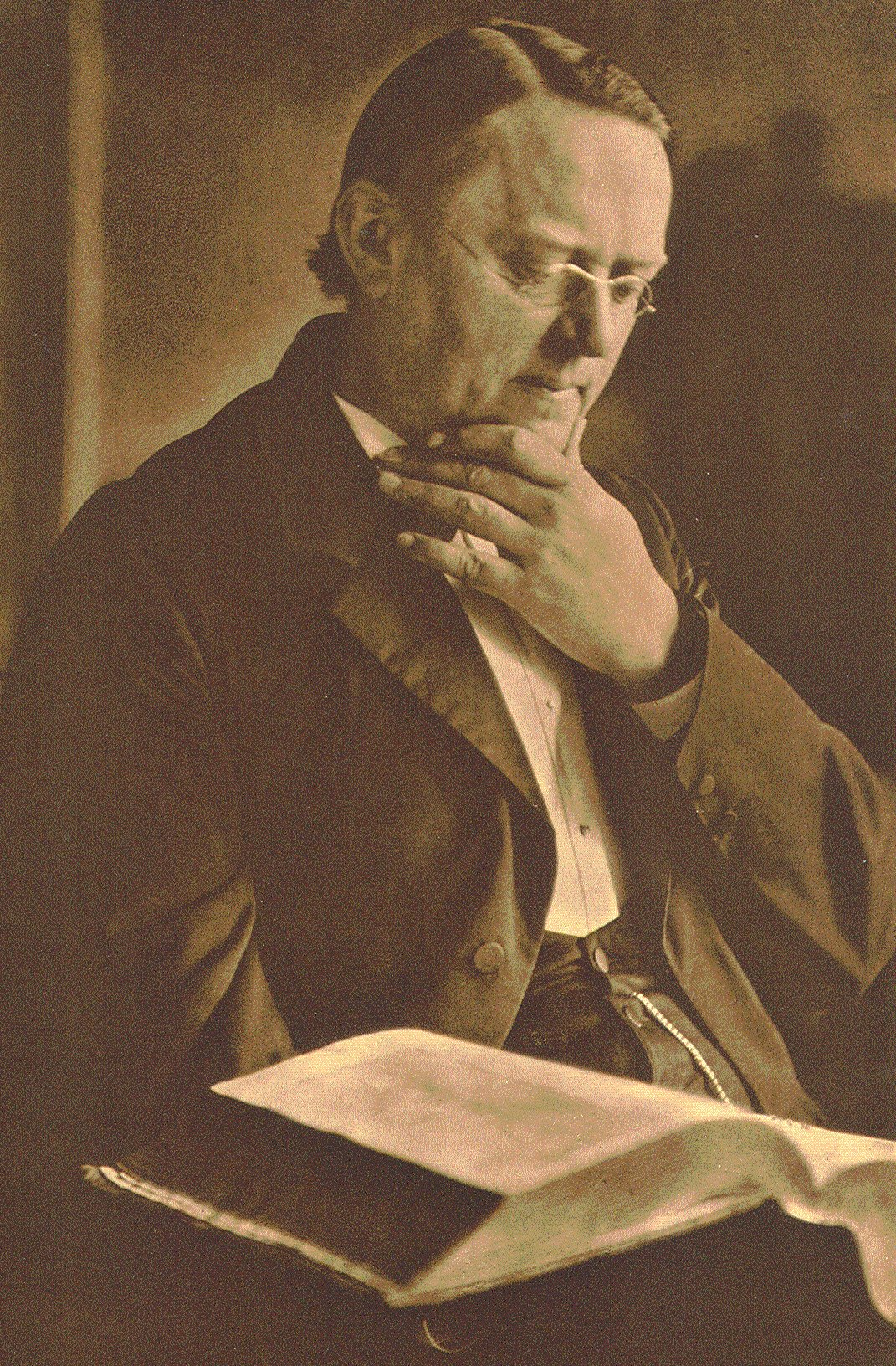
Georg Behrmann 1905

- 1593–1600: Georg Stamke (Stammich)
- 1600–1613: Bernhard Vaget
- 1613–1620: Johann Schellhammer
- 1621–1633: Martin Willich
- 1633–1646: Nicolaus Hardkopf
- 1646–1648: Severin Schlüter
- 1648–1672: Johann Müller
- 1672–1679: Gottfried Gese
- 1679–1688: David Klug
- 1688–1699: Samuel Schultze
- 1699–1705: Johann Winckler
- 1705–1715: Johann Volckmar
- 1715–1730: Peter Theodor Seelmann
- 1730–1738: Johann Friedrich Winckler
- 1738–1743: Johann Georg Palm
- 1743–1760: Friedrich Wagner
- 1760–1770: Johann Melchior Goeze
- 1770–1779: Georg Ludwig Herrnschmidt
- 1779–1784: Johann Dietrich Winckler
- 1784–1801: Christian Ludwig Gerling
- 1801–1818: Johann Jakob Rambach
- 1818–1834: Heinrich Julius Willerding
- 1834–1851: August Jacob Rambach
- 1851–1855: Ludwig Christian Gottlieb Strauch
- 1855–1860: Moritz Ferdinand Schmaltz
- 1860–1869: Johann Karl Wilhelm Alt
- 1870–1879: Johannes Andreas Rehhoff
- 1879–1891: Georg Karl Hirsche
- 1891–1894: Adolf Kreusler
- 1894–1911: Georg Behrmann
- 1911–1920: Eduard Grimm
- 1920–1923: Friedrich Gottlieb Theodor Rode
- 1923–1929: Carl Gustav Curt Stage
- 1929–1933: Karl Albert Ernst Friedrich Theodor Horn

### Landesbischöfe
- 1933–1934: Simon Schöffel
- 1934–1945: Franz Tügel
- 1946–1954: Simon Schöffel
- 1954–1955: Theodor Knolle
- 1956–1958: Volkmar Herntrich
- 1959–1964: Karl Witte
- 1964–1977: Hans-Otto Wölber; er war bereits ab 1959 Senior und damit Stellvertreter von Landesbischof Witte und wurde 1977 erster Bischof des neu umschriebenen Sprengels Hamburg innerhalb der Nordelbischen Evangelisch-Lutherischen Kirche.

### Senioren als Stellvertreter des Landesbischofs
- 1959–1964: Hans-Otto Wölber; er wurde dann Landesbischof
- 1964–1967: Hans-Heinrich Harms
- 1967–1968: Hartmut Sierig
- 1969–1976: Carl Malsch

## Gesangbücher
- Neu-vermehrtes Hamburgisches Gesang-Buch zum heiligen Gebrauche des öffentlichen Gottes-Dienstes /als auch derer Hauß-Andachten hrsg. von Dem Hamburgischen Ministerio; 1710.
- Neues Hamburgisches Gesangbuch zum öffentlichen Gottesdienste und zur häuslichen Andacht, ausgefertigt von dem Hamburgischen Ministerio. Mit Eines Hochedlen und Hochweisen Raths Special-Privilegio; Hamburg, Januar 1787.
- Hamburgisches Gesangbuch für den öffentlichen Gottesdienst und die häusliche Andacht, mit Eines Hohen Senats Spezialprivilegio, Hamburg, ab 1843.
- Hamburgisches Gesangbuch, hrsg. vom Kirchenrat der evangelisch-lutherischen Kirche im Hamburgischen Staate 1912.
- Hamburgisches Gesangbuch. Einheitsgesangbuch der Evangelisch-lutherischen Landeskirche in Schleswig-Holstein-Lauenburg, Hamburg, Mecklenburg-Schwerin, Lübeck, Mecklenburg-Strelitz, Eutin; Hamburg, eingeführt 1930.
- Evangelisches Kirchengesangbuch. Ausgabe für die Evangelisch-lutherischen Landeskirchen Schleswig-Holstein-Lauenburg, Hamburg, Lübeck und Eutin; Hamburg, ab 1950/53?